# Ian Fraser, Baron Fraser of Lonsdale
William Jocelyn Ian Fraser, Baron Fraser of Lonsdale, CBE CH (* 30. August 1897 in Eastbourne, East Sussex; † 19. Dezember bzw. 20. Dezember 1974) war ein britischer Politiker der Conservative Party, der mit Unterbrechungen insgesamt 29 Jahre lang Abgeordneter des House of Commons war. Der seit seiner Kriegsteilnahme als Captain der King’s Shropshire Light Infantry bei der Schlacht an der Somme am 23. Juli 1916 erblindete Fraser war der erste Brite, der aufgrund des Life Peerages Act 1958 am 1. August 1958 als Life Peer Mitglied des House of Lords wurde. 

## Leben

### Erster Weltkrieg, Erblindung und soziales Engagement

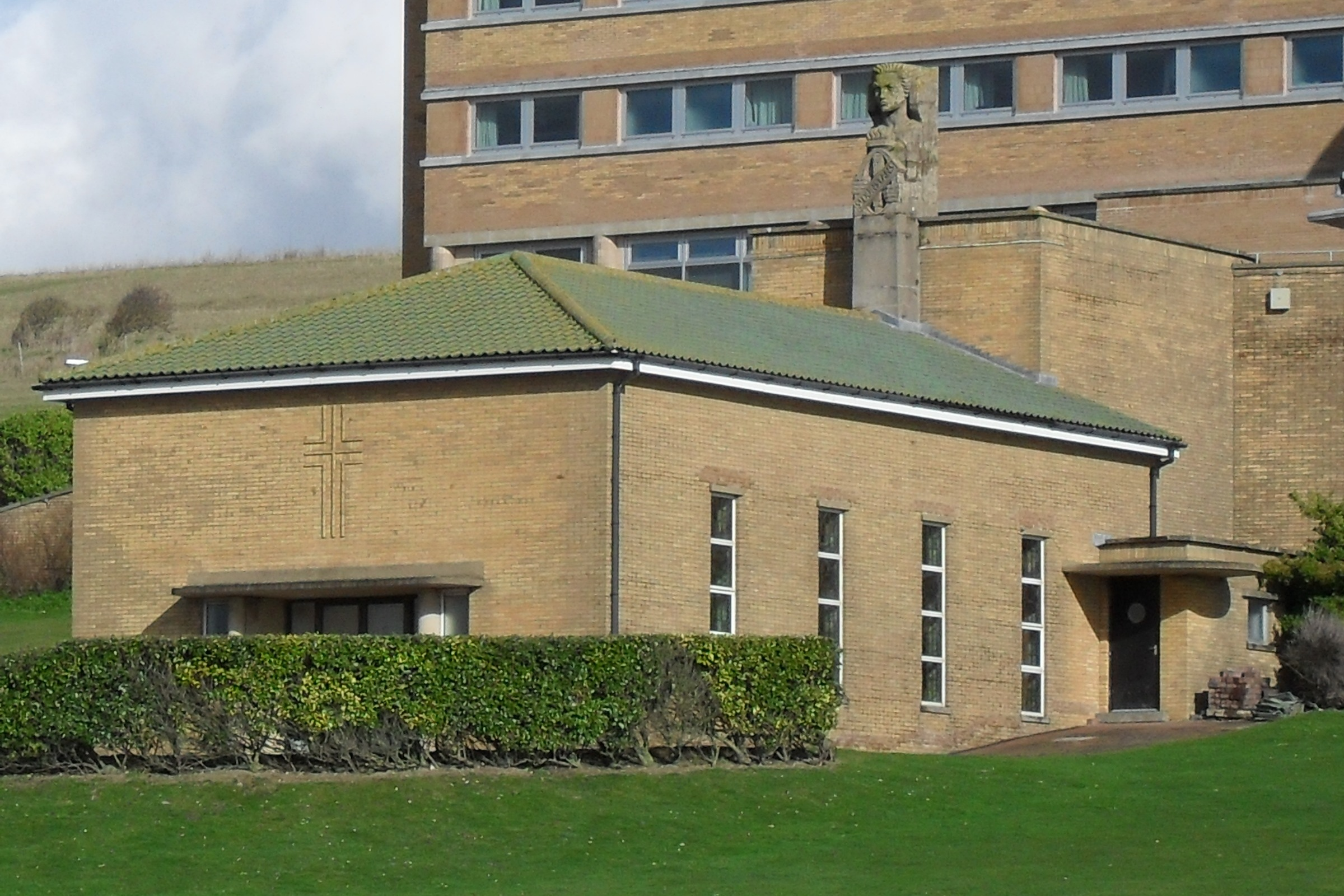
Das nach Ian Fraser benannte Ian Fraser House der Blindenhilfsorganisation St Dunstan’s in Ovingdean

Fraser war ein Sohn des südafrikanischen Kaufmanns William Percy Fraser, der maßgeblichen Einfluss auf die Entwicklung von Johannesburg hatte, und verbrachte seine Kindheit zunächst in Südafrika. Seine Schulausbildung absolvierte er an der St Cyprian’s School seiner Geburtsstadt Eastbourne sowie am Marlborough College. Nach einer anschließenden Ausbildung an der Royal Military Academy Sandhurst trat er als Offizier in die King’s Shropshire Light Infantry ein und wurde im Ersten Weltkrieg als Captain nach Frankreich versetzt, wo er während der Schlacht an der Somme am 23. Juli 1916 schwer verletzt wurde und dadurch auf beiden Augen erblindete.
Durch seine Erblindung kam er in Kontakt mit dem Verleger und Gründer des Daily Express, Arthur Pearson, der selbst erblindet war und Präsident des Royal National Institute of Blind People war. In der Folgezeit engagierte sich Fraser für das von Pearson gegründete St Dunstan’s, die heutige Blind Veterans UK, eine Einrichtung zur Unterstützung von im Krieg erblindeten Soldaten. Nach dem Tode von Pearson wurde er 1921 Vorsitzender von St Dunstan’s und leitete diese Hilfsorganisation über 52 Jahre lang bis zu seinem Tod 1974. Seine Erfahrungen mit seiner Erblindung und sein soziales Engagement verarbeitete er in zwei Autobiografien.

### Unterhausabgeordneter und Oberhausmitglied
Mitte der 1920er Jahre begann Fraser sein politisches Engagement in der Conservative and Unionist Party und wurde bei den Unterhauswahlen am 24. Oktober 1924 erstmals zum Abgeordneten in das House of Commons gewählt, wobei er sich im Wahlkreis St Pancras North mit einer knappen Mehrheit von 793 Stimmen gegen den bisherigen Wahlkreisinhaber James Marley von der Labour Party durchsetzen konnte. Sein Unterhausmandat verlor er jedoch bei der darauf folgenden Unterhauswahl am 30. Mai 1929 an Marley, der diesmal 17.458 Stimmen erhielt, während Fraser 14.343 Wählerstimmen auf sich vereinigen konnte.
Bei den Unterhauswahlen vom 27. Oktober 1931 konnte sich Fraser im Wahlkreis St Pancras North erneut gegen Marley durchsetzen, und zwar diesmal mit einer deutlichen Mehrheit von 10.233 Stimmen. Für sein soziales Engagement für die Blindenhilfsorganisation St Dunstan’s wurde er am 1. Januar 1934 zum Knight Bachelor geschlagen und führte fortan den Namenszusatz „Sir“. Nachdem er zum Gouverneur der British Broadcasting Corporation (BBC) ernannt worden war, musste er am 14. Januar 1937 sein Abgeordnetenmandat niederlegen. Nachfolger in diesem Wahlkreis wurde daraufhin bei einer Nachwahl (By-election) am 4. Februar 1937 sein Parteifreund Robert Grant-Harris. Zugleich engagierte er sich seit Mitte der 1930er als Mitglied des Beirates der Fraser Ltd, dem Unternehmen seiner Familie in Südafrika.
Nachdem David Lindsay nach dem Tode seines Vaters David Lindsay, 27. Earl of Crawford am 8. März 1940 dessen Titelerbe als 28. Earl of Crawford wurde und deshalb sein Abgeordnetenmandat im House of Commons niederlegte, wurde Fraser bei einer Nachwahl am 12. April 1940 im Wahlkreis Lonsdale ohne Gegenkandidaten erneut zum Abgeordneten in das Unterhaus gewählt, wobei er aufgrund des begonnenen Zweiten Weltkrieges im öffentlichen Interesse seine Funktion als Gouverneur der BBC beibehalten konnte. Zwischen 1947 und 1958 fungierte er zudem als Nationalpräsident der Kriegsveteranenorganisation Royal British Legion.
Nachdem zu den Unterhauswahlen am 23. Februar 1950 der Wahlkreis Lonsdale aufgelöst und zum neuen Wahlkreis Morecambe and Lonsdale neugegliedert wurde, wurde Fraser zum ersten Abgeordneten dieses neuen Wahlkreises gewählt, wobei er 60,3 Prozent der Wählerstimmen erhielt. Bei den darauf folgenden Unterhauswahlen am 25. Oktober 1951 sowie 26. Mai 1955 erhielt er sogar 69,5 beziehungsweise 71,2 Prozent der Stimmen und konnte sich damit deutlich gegen die jeweiligen Kandidaten der Labour Party durchsetzen.
Durch ein Letters Patent vom 1. August 1958 wurde Fraser, der 1953 Mitglied des aus maximal 65 Personen bestehenden Order of the Companions of Honour (CH) wurde, als erster Brite überhaupt gemäß dem Life Peerages Act 1958 als Life Peer mit dem Titel Baron Fraser of Lonsdale, of Regent’s Park in the County of London, Mitglied des House of Lords und gehörte diesem bis zu seinem Tod an. Nachfolger als Abgeordneter des Unterhauses im Wahlkreis Morecambe and Lonsdale wurde bei einer Nachwahl am 6. November 1958 Basil de Ferranti, der mit 28 Jahren jüngster Abgeordneter des Unterhauses und damit Baby of the House wurde.
Am 14. Oktober 1976 wurde ihm zu Ehren an der Westminster Abbey wegen seines Engagements für Blinde eine Wandtafel enthüllt.

## Veröffentlichungen
- Whereas I was Blind: Autobiography Hodder & Stoughton, 1942
- My Story of St Dunstan’s, Harrap, 1961